# Корейска международна писта
Корейската международна писта е писта за провеждане на състезания от календара на „Формула 1“, намираща се в Йонгам, Южна Корея, на около 400 км южно Сеул.
Пистата е дълга 5615 km. Проектирана е от Херман Тилке.

## История
Първото състезание от Формула 1 се провежда на пистата през 2010 г. Договорът е за 7 години, с възможност за продължаване за още 5. Въпреки това от 2014 г. състезанието не фигурира в календара на „Формула 1“.

## Гран При на Южна Корея
| Година | Пилот           | Конструктор  | Статистика |
| ------ | --------------- | ------------ | ---------- |
| 2013   | Себастиан Фетел | Ред Бул-Рено | Статистика |
| 2012   | Себастиан Фетел | Ред Бул-Рено | Статистика |
| 2011   | Себастиан Фетел | Ред Бул-Рено | Статистика |
| 2010   | Фернандо Алонсо | Ферари       | Статистика |